# Rhinopias cea
Rhinopias cea é uma espécie de peixe-venenoso do gênero Rhinopias, que se assemelha muito com uma folha. É endêmico da Ilha de Páscoa. 